# Mount Hamilton (Churchill Mountains)
Mount Hamilton ist ein 1990 m (nach anderer Angabe 2260 m) hoher Berg in der antarktischen Ross Dependency. Er ragt in den Churchill Mountains rund 11 km südlich des Mount Tuatara am Ostrand des Kent-Plateaus auf. 
Teilnehmer der Discovery-Expedition (1901–1904) unter der Leitung des britischen Polarforschers Robert Falcon Scott entdeckten den Berg und benannten ihn nach Admiral Richard Vesey Hamilton (1829–1912), der zwischen 1850 und 1854 an mehreren Arktisreisen teilgenommen hatte und Mitglied des Komitees zur Ausrüstung des Forschungsschiffs der Discovery-Expedition war.